# Dressin

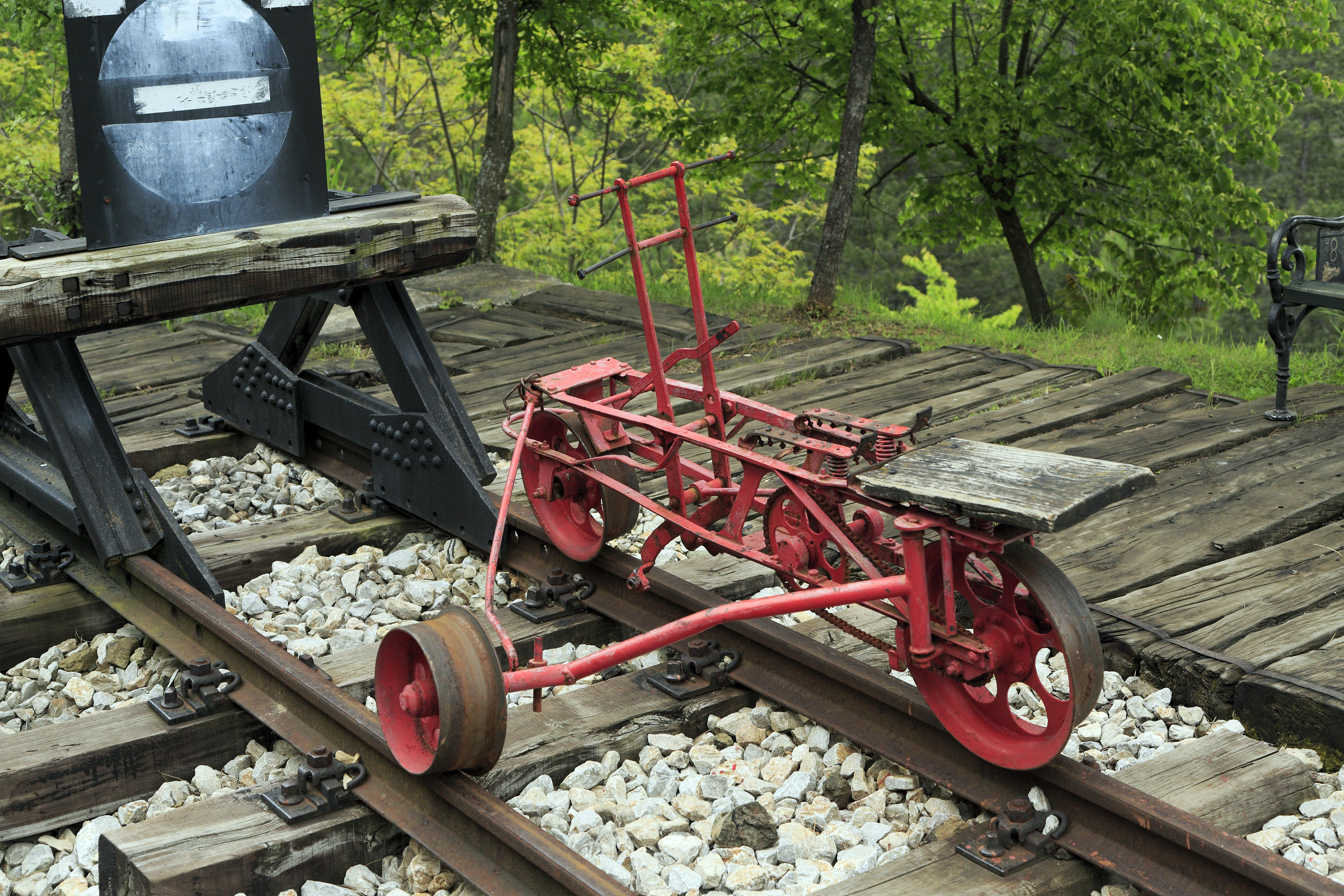
Cykeldressin

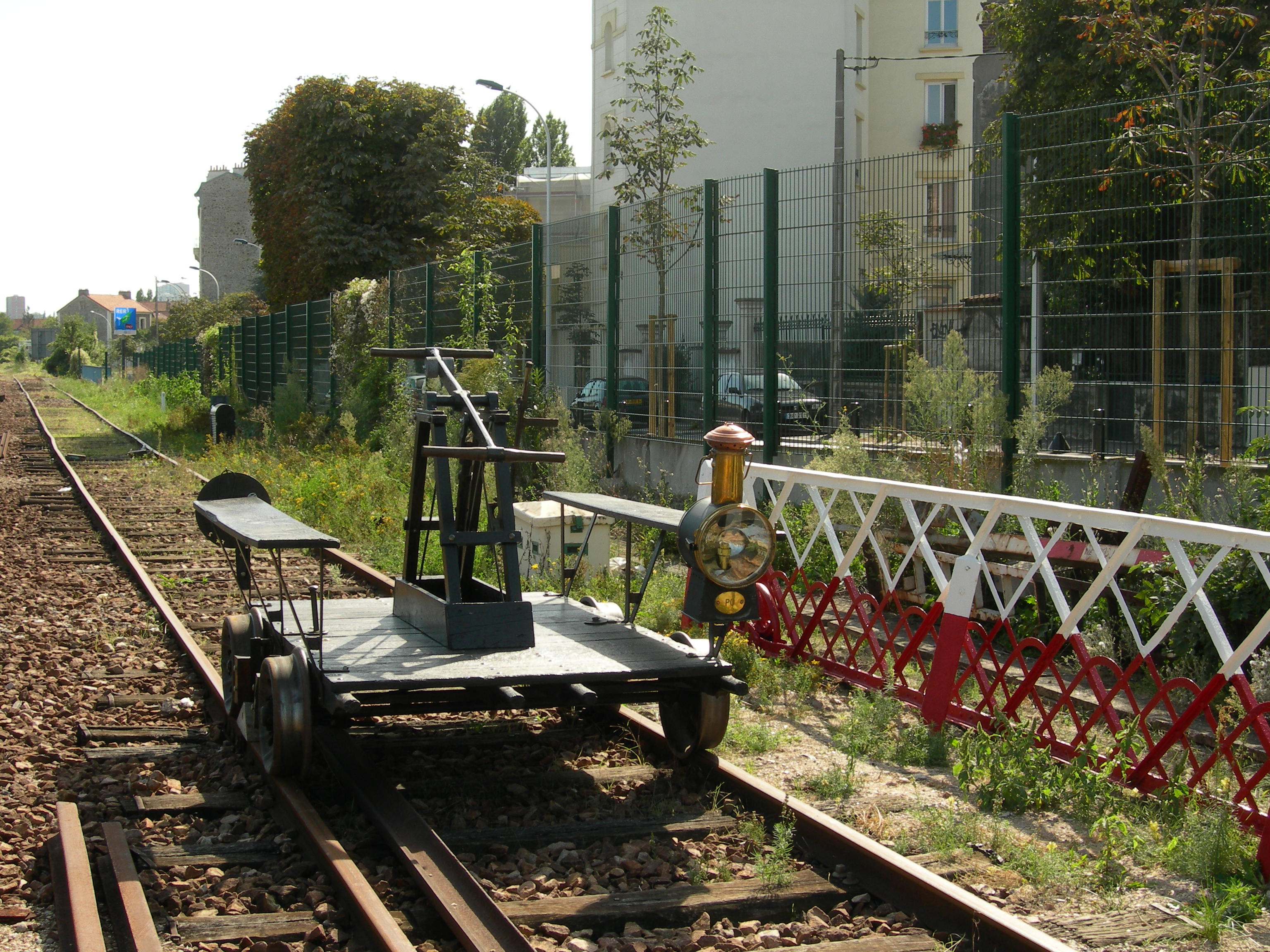
Pumpdressin.

Dressin (tyska: draisine, efter uppfinnaren Karl Drais) är ett litet järnvägsfordon som framför sig själv. De har högst fyra hjul men vanligen endast tre hjul och framdrivs antingen genom stakning, sparkning, trampning, hävstång eller motor.
Dressiner är ej tågfordon och inte ämnade att framföras i tågtjänst, utan används för underhåll, besiktning, personalförflyttning eller nöjesresor. De skall heller inte förväxlas med tralla, då en dressin själv ska kunna framföras, jämfört med trallan som är ämnad att skjutas eller dras.

## Namn
Namnet kommer från den tyska uppfinnaren Karl Drais (1785–1851) som 1818 uppfann en föregångare till cykeln som fick namnet "draisine", svenska dressin (se Dressin (sparkfordon)). Dessa dressiner försvann ganska snabbt, varav namnet "dressin" kom att emigrera till järnvägsfordonet vid samma namn. SAOB har belägg för namnet "dressin" i dess nya mening redan från 1866, funnen i utställningskatalogen för Stockholmsutställningen 1866, skriven av Georg Swederus.

## Varianter

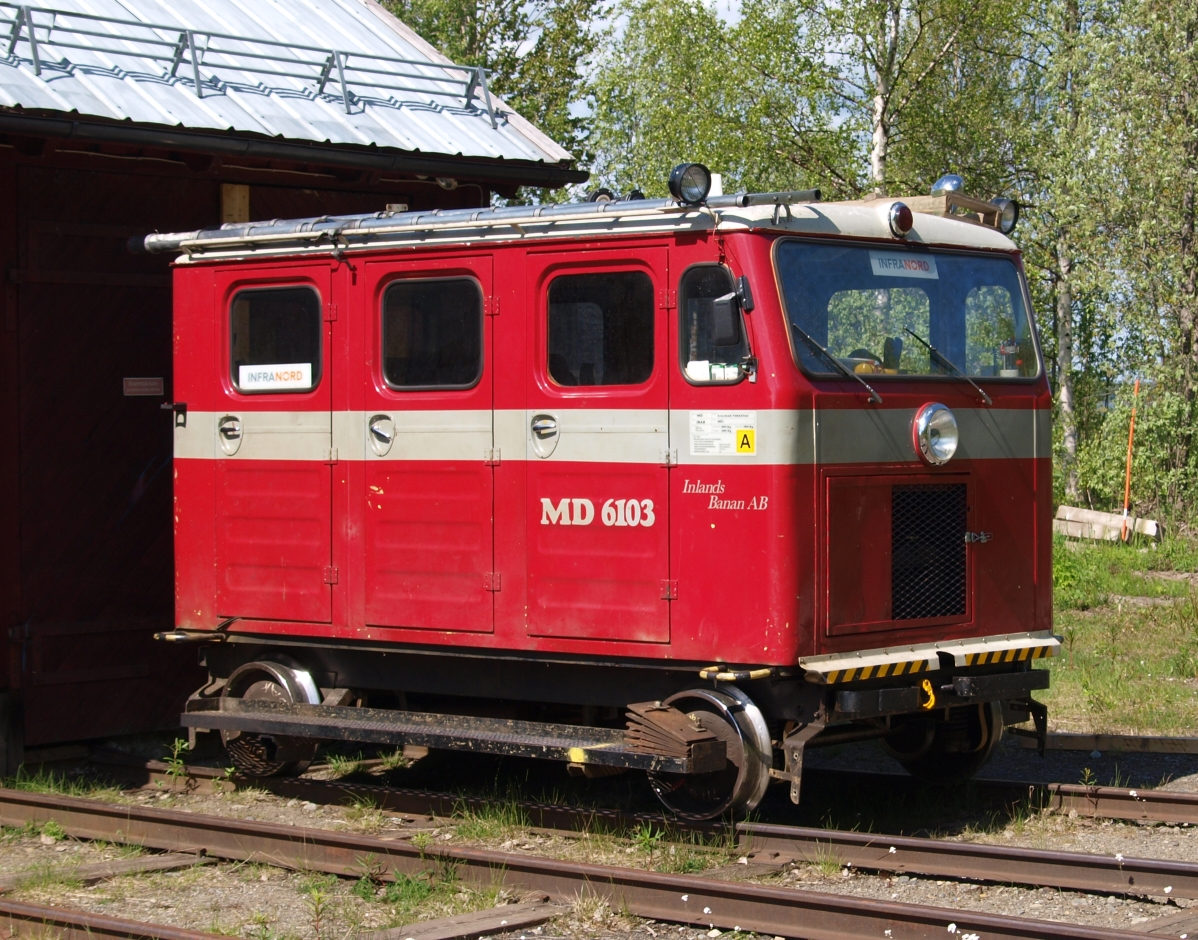
Motordressin tillhörande inlandsbanan i Vilhelmina.

Efter hur den framföres uppdelas dressiner ofta i:
- Trampdressiner
- Pumpdressiner
- Motordressiner
- Dragdressin

Inom det militära har även förekommit pansardressiner, motordressiner som försetts med pansarkaross och i flera fall beväpning.

## Historisk användning
Dressiner användes förr i tiden av banbetjäningen (banvakter/banarbetare) för inspektioner och personalbefordran längs järnvägslinjerna. Den trehjuliga cykeldressinen, som var vanligast i Sverige, är gjord för att en person snabbt ska kunna lyfta den av spåret om ett tåg närmar sig. I Sverige har vanligtvis använts trampdressiner av flera märken, bland annat Walters verkstäder i Mullhyttemo, Fjugesta maskinfabrik i Fjugesta och Tebeverken i Lindesberg.
Rälsbilar, som kan vara billigare vid inköp än dressiner, och kan köras från ställe till ställe på landsvägar och därmed inte stör tågtrafiken, har kommit att ersätta dressiner sedan 1980-talet. Även säkerhetsskäl har bidragit till att dressiner har tagits ur bruk på många järnvägar. Dressiner körs ofta på nedlagda järnvägar av särskilda föreningar och kan även integreras i ett områdes turismutbud. Tack vare låga drift- och underhållskostnader kan dressindrift lämpa sig speciellt bra till små föreningar.